# Canadian Music Creators' Coalition
Canadian Music Creators Coalition (in italiano Coalizione dei Creatori di Musica Canadesi) è un gruppo di artisti canadesi contrari all'introduzione di una legislazione simile alla DMCA statunitense nelle leggi sul diritto d'autore canadese.
La coalizione fu fondata ufficialmente il 26 aprile 2006. Un editoriale dei uno dei fondatori Steven Page (ex cantante dei Barenaked Ladies) elencava i tre principi fondamentali: opposizione alla denuncia dei fan che scaricano la musica, opposizione alle restrizioni digitali quali i DRM, e richiesta di una politica culturale che sostenga gli artisti canadesi.
Secondo Page, infatti:
()
Questa iniziativa ha ricevuto in seguito l'appoggio di Charlie Angus, del New Democratic Party.